# Val-de-Scie
Val-de-Scie est une commune nouvelle française située dans le département de la Seine-Maritime, en région Normandie. Elle résulte de la fusion — au 1er janvier 2019 — des communes d'Auffay, Cressy et Sévis.
Les habitants de la commune nouvelle n'ont pas de gentilé, et préfèrent utiliser ceux des anciennes communes : Cressois à Cressy, les Sylvains à Sévis et Altifagiens à Auffay.

## Géographie

### Localisation
La commune est un bourg normand périurbain situé dans le Pays de Caux, à 23 km au sud de Dieppe et 30 km au nord de Rouen. Elle est facilement accessible par la route nationale 27 et l'ancienne RN 29 (actuelle RD 929).
Elle dispose de la gare d'Auffay, desservie par une trentaine de trains journaliers par le réseau TER Normandie, sur la ligne de Malaunay - Le Houlme à Dieppe.

### Communes limitrophes
| Heugleville-sur-Scie | Cropus            | Saint-Hellier |
| Biville-la-Baignarde | Val-de-Scie       | Bellencombre  |
| Saint-Denis-sur-Scie | Montreuil-en-Caux | La Crique     |

### Hydrographie
La commune est située dans le bassin Seine-Normandie. Elle est drainée par la Scie, la Varenne et divers autres petits cours d'eau.
La Scie, d'une longueur de 38 km, prend sa source dans la commune d'Étaimpuis et se jette  dans la Manche à Hautot-sur-Mer, après avoir traversé 20 communes. 
La Varenne, d'une longueur de 39 km, prend sa source dans la commune de Saint-Martin-Osmonville et se jette  dans l'Arques à Arques-la-Bataille, après avoir traversé 13 communes. 

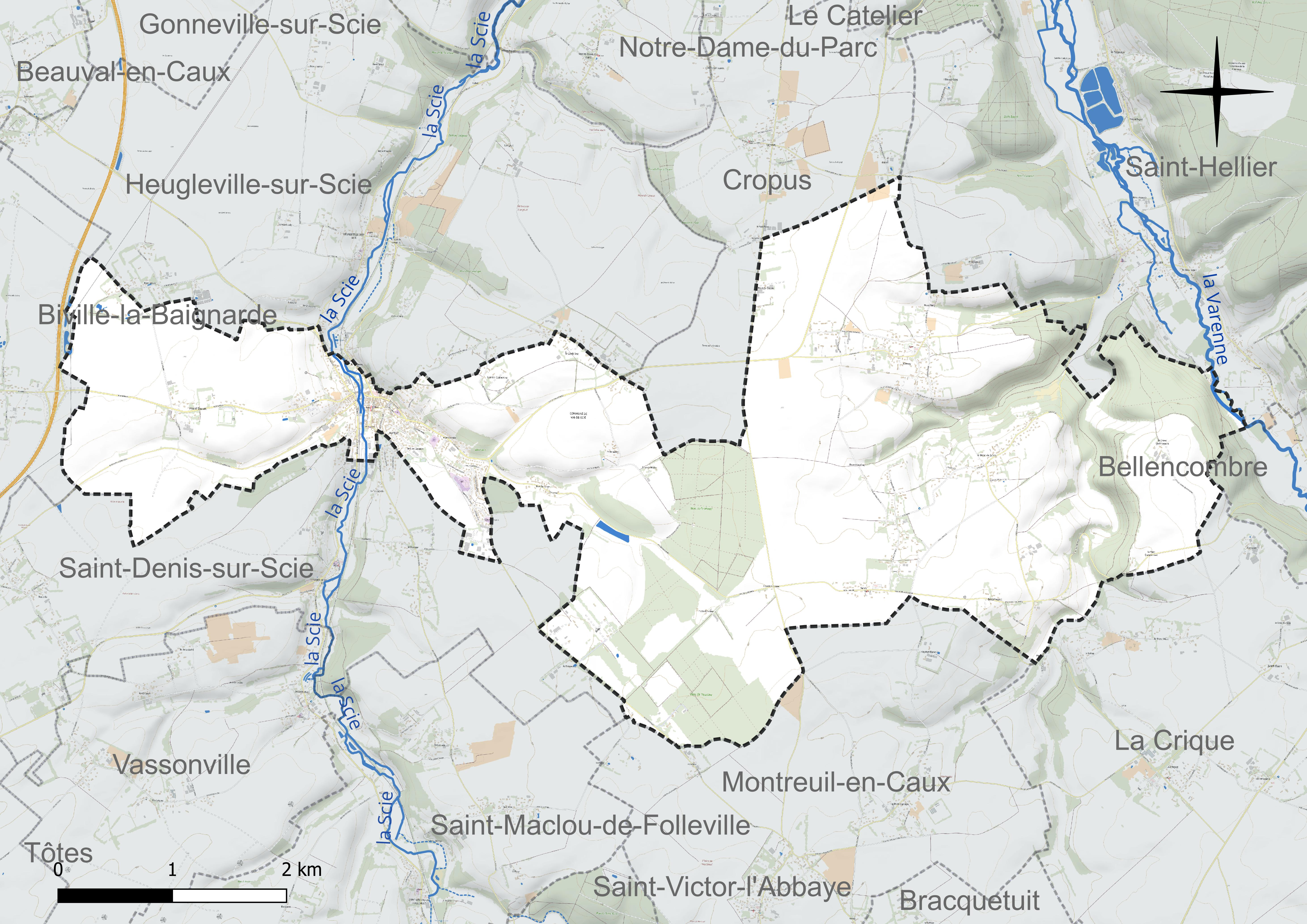
Réseau hydrographique de Val-de-Scie.

### Climat
Pour des articles plus généraux, voir Climat de la Normandie et Climat de la Seine-Maritime.
En 2010, le climat de la commune est de type climat océanique altéré, selon une étude du CNRS s'appuyant sur une série de données couvrant la période 1971-2000. En 2020, Météo-France publie une typologie des climats de la France métropolitaine dans laquelle la commune est exposée à un climat océanique et est dans la région climatique  Côtes de la Manche orientale, caractérisée par un faible ensoleillement (1 550 h/an) ; forte humidité de l’air (plus de 20 h/jour avec humidité relative > 80 % en hiver), vents forts fréquents. Parallèlement le GIEC normand, un groupe régional d’experts sur le climat, différencie quant à lui, dans une étude de 2020, trois grands types de climats pour la région Normandie, nuancés à une échelle plus fine par les facteurs géographiques locaux. La commune est, selon ce zonage, exposée à un « climat maritime », correspondant au Pays de Caux, frais, humide et pluvieux, légèrement plus frais que dans le Cotentin.
Pour la période 1971-2000, la température annuelle moyenne est de 10,3 °C, avec une amplitude thermique annuelle de 13,9 °C. Le cumul annuel moyen de précipitations est de 920 mm, avec 13,2 jours de précipitations en janvier et 8,7 jours en juillet. Pour la période 1991-2020, la température moyenne annuelle observée sur la station météorologique la plus proche, située sur la commune de Dieppe à 23 km à vol d'oiseau, est de 11,3 °C et le cumul annuel moyen de précipitations est de 805,2 mm,. Pour l'avenir, les paramètres climatiques de la commune estimés pour 2050 selon différents scénarios d'émission de gaz à effet de serre sont consultables sur un site dédié publié par Météo-France en novembre 2022.

## Urbanisme

### Typologie
Au 1er janvier 2024, Val-de-Scie est catégorisée bourg rural, selon la nouvelle grille communale de densité à sept niveaux définie par l'Insee en 2022.
Elle est située hors unité urbaine. Par ailleurs la commune fait partie de l'aire d'attraction de Rouen, dont elle est une commune de la couronne,. Cette aire, qui regroupe 317 communes, est catégorisée dans les aires de 200 000 à moins de 700 000 habitants,.

## Toponymie
Le nom de la commune rappelle son implantation géographique dans la vallée de la  Scie, un fleuve côtier de Normandie, dans le département de Seine-Maritime, en région Normandie, qui se jette dans la Manche.

## Histoire
Les communes d'Auffay, Cressy, Sévis et Cropus  ont envisagé en 2017 de fusionner, afin de réaliser des économies d'échelle, de limiter la baisse des dotations d’État, et d'éviter une union imposée avec des partenaires non choisis. Après l'abandon de cette démarche par Cropus, la fusion est entérinée par les conseils municipaux rassemblés des 3 communes,, malgré l'opposition de certains habitants qui demandent l'organisation d'un référendum.
La commune nouvelle du Val-de-Scie est ainsi  créée au 1er janvier 2019, et Auffay, Cressy, Sévis deviennent ses communes déléguées, malgré l'opposition d'un collectif d'habitants qui conteste en justice la fusion.

## Politique et administration

### Rattachements administratifs et électoraux
Rattachements administratifs
La commune se trouve  dans l'arrondissement de Dieppe du département de la Seine-Maritime.
Rattachements électoraux
Pour les élections départementales, la commune était à l'origine divisée entre les cantons de Luneray pour le territoire des anciennes communes d'Auffay et de Sévis et celui Neufchâtel-en-Bray pour celui de Cressy. À la suite du décret du 5 mars 2020, la commune est entièrement rattachée au canton de Luneray.
Pour l'élection des députés, elle fait partie de la dixième circonscription de la Seine-Maritime.

### Intercommunalité
Le Val des Scie est membre de la communauté de communes Terroir de Caux, où elle se substitue aux trois anciennes communes qui la constituent.

### Liste des maires
| Période      | Période                    | Identité          | Étiquette | Qualité |
| ------------ | -------------------------- | ----------------- | --------- | --- |
| janvier 2019 | En cours (au 10 août 2020) | Christian Suronne | LR        | Artisan boucher retraité Vice-président de la CC des Trois Rivières (2014 → 2016) Vice-président de la CC Terroir de Caux (2017 → ) Maire d’Auffay (2001 → 2018) Réélu pour le mandat 2020-2026 |

Pour la mandature 2020-2026, Gérard Nourrichard et Marc Petit ont été élus maires délégués respectivement de Sévis et de Cressy.

### Communes déléguées
| Nom            | Code Insee | Intercommunalité   | Superficie (km2) | Population (dernière pop. légale) | Densité (hab./km2) |
| -------------- | ---------- | ------------------ | ---------------- | --------------------------------- | ------------------ |
| Auffay (siège) | 76034      | CC Terroir de Caux | 11,3             | 1 880 (2016)                      | 166                |
| Cressy         | 76191      | CC Terroir de Caux | 4,35             | 281 (2016)                        | 65                 |
| Sévis          | 76674      | CC Terroir de Caux | 6,4              | 396 (2016)                        | 62                 |

## Population et société

### Démographie
| 1968  | 1975  | 1982  | 1990  | 1999  | 2006  | 2011  | 2016  |
| ----- | ----- | ----- | ----- | ----- | ----- | ----- | ----- |
| 1 947 | 2 141 | 2 231 | 2 396 | 2 377 | 2 291 | 2 504 | 2 557 |

À sa création, le Val-de-Scie avait une population totale de 2 592 habitants, telle que résultant du recensement de 2015.
Le groupe scolaire réalisé en 2001 dispose en 2019 de trois classes en maternelle et de six en élémentaires.
La commune dispose d'un collège, le collège René-Coty à Auffay, d'environ 600 élèves en 2021.

### Sports
Val-de-Scie dispose de  plusieurs clubs sportifs : Football, handball, tennis. En terme d'équipement, trois courts de tennis extérieurs et un couvert, un stade et un gymnase de 1 600 m2 avec un mur d'escalade permettent l'exercice de sports.
Le trail des sapeurs-pompiers d’Auffay a lieu chaque automne. L'édition 2018 a réuni 440 inscrits

## Économie
Val-de-Scie dispose d'un tissu de commerçants, de services  et de professions médicales.
Un marché hebdomadaire se tient à Auffay le vendredi matin.

## Culture locale et patrimoine

### Lieux et monuments
- Collégiale Notre-Dame d'Auffay, célèbre  pour  ses  jacquemarts qui ponctuent les heures de la journée, à l’extérieur du mur sud, et pour sa belle nef du XIIIe siècle aux proportions élégantes. Des vitraux contemporains de  Max Ingrand décorent l'abside[27].

- Le château de Bosmelet à Auffay, d'architecture Louis XIII, partiellement reconstruit après les destructions de la Seconde Guerre mondiale et  classé monument historique[28]. Il est édifié sur des caves datant du Moyen Âge. 
Le parc du château est orné d'un alignement de tilleuls  tricentenaires.
Le château, qui accueille une programmation culturelle[29], peut également être visité en fin de semaine sur réservation[30],[31]. Le blockhaus de tir des V1 édifié dans le parc du château par l'occupant nazi pendant la Seconde Guerre mondiale a été réhabilité.

### Personnalités liées à la commune
- Colonel Michel Hollard, résistant, qui informa en 1943  Londres de plans d'attaques nazis par V1 depuis la rampe de lancement du parc du château[28].
- L'astronaute français Thomas Pesquet a grandi avec sa famille dans le village d'Auffay, qui fait maintenant partie de la commune Val-de-Scie